# イッポーリト・デ・メディチ
イッポーリト・デ・メディチ（Ippolito de' Medici, 1511年 - 1535年8月10日）は、イタリアの枢機卿、フィレンツェの僭主（在位：1523年 - 1527年）。メディチ家出身。

## 生涯
ヌムール公ジュリアーノの庶子としてウルビーノで生まれ、1516年に5歳で父と死に別れた。彼を育てたのは、伯父であるローマ教皇レオ10世と従叔父のジュリオ・デ・メディチ（後の教皇クレメンス7世）だった。
1523年に教皇に即位したクレメンス7世から、又従兄でクレメンス7世の庶子アレッサンドロ・デ・メディチと共にフィレンツェの支配を譲られたが、実際はクレメンス7世が2人の後見人に据えたシルヴィオ・パッセリーニ枢機卿を通じてローマからフィレンツェを遠隔統治する体制になった。しかし、3人は1527年にローマ劫掠に続いたフィレンツェ市民の反乱で追放され、1529年から1530年まで1年間続いたフィレンツェ包囲戦の後、クレメンス7世は手元で育てたイッポーリトではなくアレッサンドロを偏愛するようになり、邪魔になったイッポーリトを最初アヴィニョン大司教、1529年には枢機卿にし、1532年に教皇特使としてハンガリーへ派遣した。
やがて1534年にクレメンス7世が死ぬと、フィレンツェを単独支配したアレッサンドロと対立して亡命、同じく亡命したフィリッポ・ストロッツィとピエロ・ストロッツィ父子、ニッコロ・リドルフィ枢機卿、ジョヴァンニ・サルヴィアーティ枢機卿ら有力者と親交を結んだ。1535年に神聖ローマ皇帝兼スペイン王カール5世のフィレンツェ大使を務めたが、同年にアレッサンドロの暴政を皇帝へ訴える旅の途中でマラリアのため、ラツィオ南部のイトリで急逝した。彼を悪し様に罵っていたアレッサンドロによって毒殺されたと広く噂された。
ジョルジョ・ヴァザーリとは幼少期の学友で、フィレンツェ僭主だった頃の1524年から1527年にフィレンツェに滞在していたヴァザーリとアレッサンドロ共々親交を結んだ。1530年にボローニャの皇帝戴冠式でヴァザーリと再会すると彼をティツィアーノ・ヴェチェッリオと引き合わせたり、翌1531年にフィレンツェから離れてローマへ行く途中でヴァザーリを勧誘して召し抱え、1532年にハンガリー赴任でローマを離れた際、ヴァザーリをフィレンツェのアレッサンドロの家で待機させるよう書状を送るなど、何かとヴァザーリに便宜を図っている。ヴァザーリもイッポーリトのため『キリストの埋葬』を制作したが、この絵はアレッサンドロに渡りヴァザーリもアレッサンドロに仕えるようになった。また、1534年に亡命した時期はミケランジェロ・ブオナローティとも付き合いがあった。
なお、イッポーリトは従姪に当たるカテリーナ・デ・メディチ（カトリーヌ・ド・メディシス）と相思相愛だったが、カテリーナをフランス王フランソワ1世の次男アンリ王子（後のアンリ2世）に嫁がせることを考えていたクレメンス7世により引き離されたという。また、ジューリア・ゴンザーガ（フォンディ伯ヴェスパシアーノ・コロンナの未亡人）という愛人がいた。